# Maidan, Olevsk
Maidan (în ucraineană Майдан) este localitatea de reședință a comunei Maidan din raionul Olevsk, regiunea Jîtomîr, Ucraina.

## Demografie
Componența lingvistică a localității Maidan
     Ucraineană (98,45%)
     Rusă (1,55%)
Conform recensământului din 2001, majoritatea populației localității Maidan era vorbitoare de ucraineană (98,45%), existând în minoritate și vorbitori de rusă (1,55%).